# Жила Олександра Петрівна
Жила Олександра Петрівна (4 травня 1924, с. Сміле  Роменського р-ну. Сумської обл. — 6 квітня 1978, Київ) — оперна співачка (сопрано), заслужена артистка УРСР (1959), солістка Київського театру опери та балету ім. Т. Шевченка (до 1965).

## Партії
- Гелена («Богдан Хмельницький» К. Данькевича),
- Наталка, Дідона («Наталка Полтавка», «Енеїда» М. Лисенка),
- Одарка («Запорожець за Дунаєм» С. Гулака-Артемовського),
- Катерина (однойменна опера М. Аркаса),
- Мар'яна («Арсенал» Г. Майбороди),
- Аїда (однойм. опера Дж. Верді),
- Сантуцца («Сільська честь» П. Масканьї),
- Ортруда («Лоенґрін» Р. Ваґнера),
- Люба («Зорі над Двіною» Ю. Мейтуса),
- Надія («Аскольдова могила» О. Верстовского),
- Горислава («Руслан і Людмила» М. Глінки),
- Амелія («Бал-Маскараі» Дж. Верді).